# Hoplosternum
Hoplosternum – rodzaj słodkowodnych ryb sumokształtnych z rodziny kiryskowatych (Callichthyidae). Ich ciało jest wydłużone, znacznie dłuższe niż u kirysków z rodzaju Corydoras, masywne. Dorastający do 24 cm długości Hoplosternum littorale jest hodowany i poławiany jako ryba konsumpcyjna. 

## Występowanie
Występują w Ameryce Południowej, a Hoplosternum punctatum, jako jedyny z tej rodziny, również w Ameryce Środkowej. Zasiedlają wody muliste, mętne, o niskiej zawartości tlenu.

## Klasyfikacja
Gatunki zaliczane do tego rodzaju:
- Hoplosternum littorale
- Hoplosternum magdalenae
- Hoplosternum punctatum

Gatunkiem typowym rodzaju jest Callichthys laevigatus Valenciennes, 1836 (obecnie synonim gatunku Hoplosternum littorale).